# Île Annie
L'île Annie (en anglais, Annie Island; en espagnol, Isla Annie) est une des îles Malouines (en anglais, Falkland Islands; en espagnol, Islas Malvinas).